# گامزا
گامزا (انگلیسی: Gámeza) نام یک منطقه مسکونی در کلمبیا است.